# Xanthorhoe malaisei
Xanthorhoe malaisei là một loài bướm đêm trong họ Geometridae.